# 斯蒂芬·哈根
斯蒂芬·哈根（挪威語：Steffen Hagen；1986年3月8日—）是一位挪威足球運動員。在場上的位置是後衛。他現在效力於丹麥足球超級聯賽球隊奧特足球俱樂部。他也代表挪威國家足球隊參賽。